# Kupe
Kupe je osobni automobil trovolumenskog a rjeđe dvovolumenskog oblika karoserije s dvojim bočnim vratima i prtljažnikom odvojenim od putničke kabine. Naziv "kupe" potječe od francuske riječi "coupé", što znači "rasiječen", odnosno "kraćen". Skoro uvijek je sportskog karaktera pa se dvovratne verzije nekih automobila ne imenuju kupeima, a neki značajni kupei poput Citroena SM i Jensena Interceptora bili su dvovolumenski.